# Petrelaea oethiops
Petrelaea oethiops är en fjärilsart som beskrevs av Paul Mabille. Petrelaea oethiops ingår i släktet Petrelaea och familjen juvelvingar. Inga underarter finns listade i Catalogue of Life.